# Georgiy Shilov
Georgi Evgen'evich Shilov (em russo:  Гео́ргий Евге́ньевич Ши́лов; Ivanovo, 3 de fevereiro de 1917 — Moscou, 17 de janeiro de 1975) foi um matemático soviético.
Foi um especialista no campo da análise funcional, que contribuiu com a teoria de anéis normados e funções generalizadas.
Nascido em Ivanovo, após graduar-se na Universidade Estatal de Moscou, em 1938, serviu o exército durante a Segunda Guerra Mundial. Obteve doutorado em física matemática em 1951, também na Universidade Estatal de Moscou, e trabalhou por pouco tempo na Universidade de Kiev, retornando como professor da Universidade Estatal de Moscou em 1954. Lá orientou mais de 40 doutorandos. Shilov colaborou maciçamente com seu colega Israel Gelfand, pesquisando ambos dentre outros nos campos das funções generalizadas e equações diferenciais parciais.

## Obras
- Elementary functional analysis, MIT Press 1974
- Elementary real and complex analysis, Dover 1996
- Linear Algebra, Dover 1977
- Mathematical Analysis, MIT Press 1973
- Generalized functions and partial differential equations, Gordon and Breach 1968
- Introduction to the theory of linear spaces, Dover 1974
- com Gelfand: Generalized Functions, 5 volumes, Academic Press 1964 a 1968
- com Gurevich: Integral, measure and derivative: a unified approach, Englewood Cliffs 1966
- com Gelfand, Raikow: Kommutative normierte Algebren, Berlin 1964 (inglês: Commutative normed Rings, AMS 2003)
- Calculus of rational functions, MIR, Moscou 1976